# Cathédrale Saint-Michel d'Alba Iulia
 (août 2024).
Si vous disposez d'ouvrages ou d'articles de référence ou si vous connaissez des sites web de qualité traitant du thème abordé ici, merci de compléter l'article en donnant les références utiles à sa vérifiabilité et en les liant à la section « Notes et références ».
Cette  cathédrale n’est pas la seule cathédrale Saint-Michel.
La cathédrale Saint-Michel (en roumain : Catedrala Sfântul Mihail, en hongrois : Szent Mihály székesegyház) dans la ville d'Alba Iulia en Roumanie est l'église épiscopale de l'archidiocèse catholique romain d'Alba Iulia. 
La basilique romano-gothique est l'un des édifices médiévaux les plus importants de Transylvanie. C'est également un mémorial national pour la Hongrie, appelé en hongrois « cathédrale Saint-Étienne » (Székesegyház a Szent István király) en l'honneur de son fondateur, Étienne Ier de Hongrie.

## Histoire
Le complexe de bâtiments de la cathédrale et de la résidence épiscopale a été construit après la fondation du diocèse en 1009. La cathédrale a été tellement endommagée lors de l'invasion tatare en 1241 qu'elle a dû être reconstruite, en deux phases en 1246-1291 et 1320-1356. Au XVe siècle, Jean Hunyadi désigne la cathédrale comme lieu de sépulture familiale et la fait restaurer. Au XVIIIe siècle, les fresques à l'intérieur et une chapelle Renaissance sur le côté nord sont ajoutées. Avec l'avancée de la Réforme dans le royaume de Hongrie au milieu du XVIe siècle, la cathédrale Saint-Michel devient calviniste et le restera à l'époque ottomane. Sous la domination des Habsbourg, la cathédrale et le diocèse sont re-catholicisés vers 1700. Après l'incorporation de la Transylvanie au royaume de Roumanie, la cathédrale orthodoxe roumaine de la Trinité est construite à proximité immédiate en 1921-1923.

## Architecture

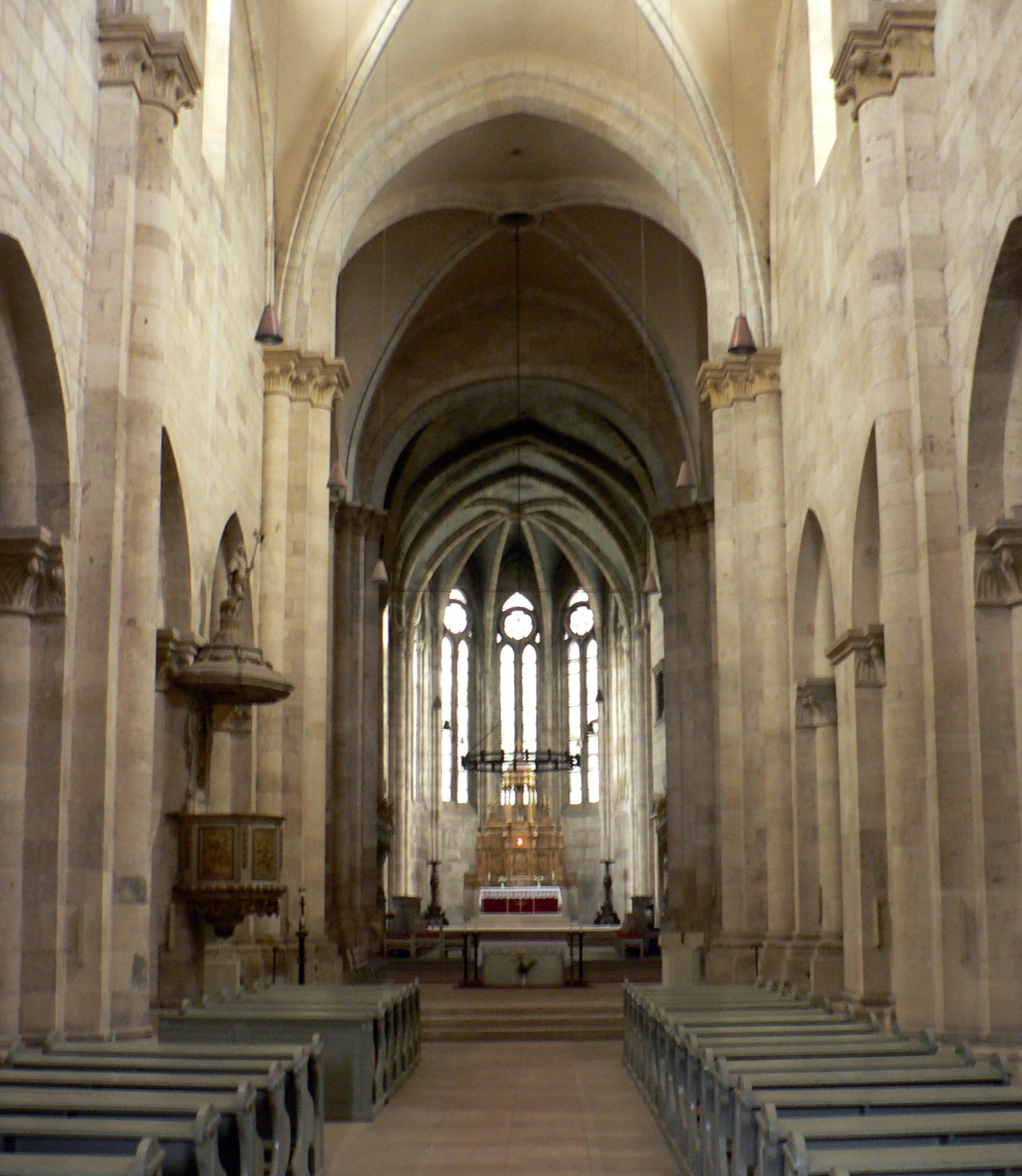
Intérieur de la cathédrale.

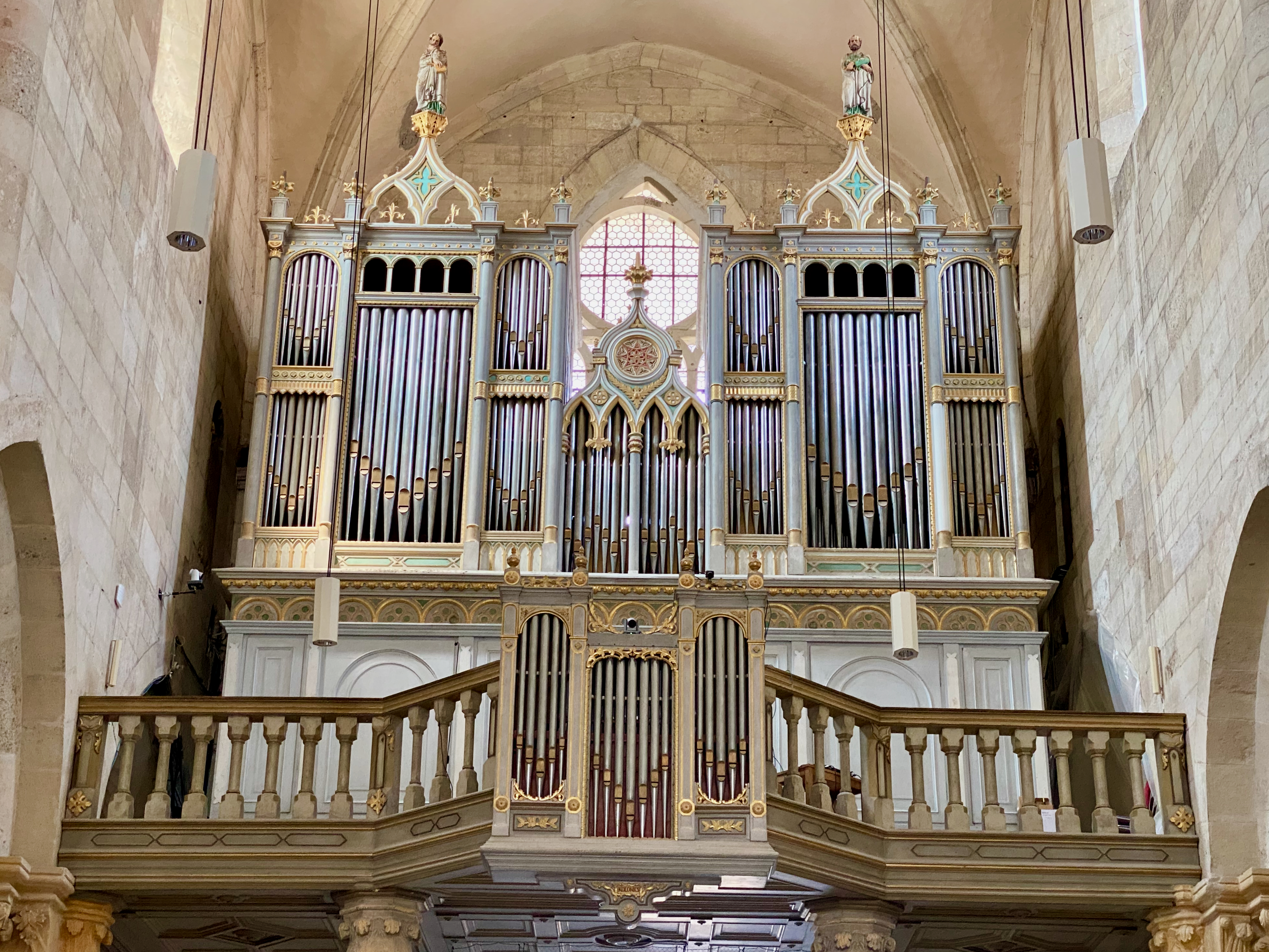
L'orgue.

Saint-Michel est une basilique à trois nefs avec un transept. Le bâtiment massif ouest présente des formes à prédominance romane. Des deux tours qui étaient apparemment prévues, seule celle du sud a été construite ; sa forme actuelle est l'œuvre de plusieurs siècles. Dans le pignon du portail se trouvent quatre statues de saints du XVIIIe siècle. Les arcs et voûtes de la nef sont de style gothique primitif, le chœur est de style gothique haut. Parmi le mobilier, deux reliefs romans de l'archange Michel, une Pietà gothique ainsi qu'une chaire et des stalles de chœur de l'époque baroque sont particulièrement remarquables. 
L'orgue avec 2209 tuyaux est construit par Istvan Kolonics en 1877.
La cathédrale contient de nombreuses tombes d'importance artistique, notamment celles de :
- Jean Hunyadi, homme d'État et chef militaire hongrois († 1456)
- Ladislas Hunyadi († 1457)
- Georg Martinuzzi, clerc et homme d'État († 1551)
- Ferenc Kendi, magnat hongrois et voïvode de Transylvanie († 1558)
- Isabelle Jagellon, reine de Hongrie († 1559)
- Johann Sigismund Zápolya, roi de Hongrie († 1571)
- Georges Ier Rákóczi († 1648)

## Source
- (de) Cet article est partiellement ou en totalité issu de l’article de Wikipédia en allemand intitulé « Kathedrale St. Michael (Alba Iulia) » (voir la liste des auteurs).